# Bombias
Bombias es un subgénero de abejorros Bombus. Se distribuyen en toda Europa exceptuando Finlandia, el norte de Suecia y Noruega hasta el norte Del Mar Caspio, Canadá, Estados Unidos y México. Habitan en prados de montaña y praderas abiertas. Anidan tanto en la superficie tanto bajo tierra. Consiste de las siguientes especies:
- Bombus auricomus
- Bombus confusus
- Bombus nevadensis